# Miguel Ponce
Miguel Ponce (Santiago, 19 de agosto de 1971) é um ex-futebolista chileno que atuava como defensor.

## Carreira
Miguel Ponce integrou a Seleção Chilena de Futebol na Copa América de 1997.